# Maciej Muzaj
Maciej Muzaj (ur. 21 maja 1994 we Wrocławiu) – polski siatkarz, reprezentant kraju, grający na pozycji atakującego.
W 2 weekendzie sierpnia 2025 roku ożenił się z Antoniną Zimny, która prywatnie jest siostrą lekkoatlety i olimpijczyka, Tymoteusza Zimnego.

## Kariera
Był zawodnikiem Gwardii Wrocław, a w rozgrywkach Młodej Ligi reprezentował barwy spalskiej Szkoły Mistrzostwa Sportowego. Był podstawowym atakującym reprezentacji Polski juniorów, która pod wodzą trenera Jacka Nawrockiego zajęła 6. miejsce mistrzostw Europy. W swoim pierwszym meczu w siatkarskiej PlusLidze został wybrany najlepszym graczem spotkania. W 2012 r. brał udział w rozgrywkach Młodej Ligi; reprezentował wówczas Szkołę Mistrzostwa Sportowego ze Spały.

## Kariera klubowa
| Kariera juniorska         | Kariera juniorska      | Kariera juniorska | Kariera juniorska | Kariera juniorska | Kariera juniorska | Kariera juniorska | Kariera juniorska | Kariera juniorska | Kariera juniorska | Kariera juniorska |
| ------------------------- | ---------------------- | ----------------- | ----------------- | ----------------- | ----------------- | ----------------- | ----------------- | ----------------- | ----------------- | ----------------- |
| Lata                      | Klub                   |                   |                   |                   |                   |                   |                   |                   |                   |                   |
| 2010–2012                 | Gwardia Wrocław        |                   |                   |                   |                   |                   |                   |                   |                   |                   |
| Kariera seniorska         |                        |                   |                   |                   |                   |                   |                   |                   |                   |                   |
| 2012–2015 (od 12.12.2012) | PGE Skra Bełchatów     |                   |                   |                   |                   |                   |                   |                   |                   |                   |
| 2015–2018                 | Jastrzębski Węgiel     |                   |                   |                   |                   |                   |                   |                   |                   |                   |
| 2018–2019                 | Trefl Gdańsk           |                   |                   |                   |                   |                   |                   |                   |                   |                   |
| 2019–2019 (od 18.04.2019) | Onico Warszawa         |                   |                   |                   |                   |                   |                   |                   |                   |                   |
| 2019–2020                 | Gazprom-Jugra Surgut   |                   |                   |                   |                   |                   |                   |                   |                   |                   |
| 2020–2021 (do 05.02.2021) | Ural Ufa               |                   |                   |                   |                   |                   |                   |                   |                   |                   |
| 2021–2021 (od 08.02.2021) | Sir Safety Perugia     |                   |                   |                   |                   |                   |                   |                   |                   |                   |
| 2021–2023                 | Asseco Resovia Rzeszów |                   |                   |                   |                   |                   |                   |                   |                   |                   |
| 2023–2024                 | PSG Stal Nysa          |                   |                   |                   |                   |                   |                   |                   |                   |                   |
| 2024–2025                 | Tokio Great Bears      |                   |                   |                   |                   |                   |                   |                   |                   |                   |

## Sukcesy klubowe
Liga polska:
- 2014
- 2019
- 2015[6], 2017, 2023[7]

Superpuchar Polski:
- 2014[8]

Liga włoska:
- 2021

## Sukcesy reprezentacyjne
Memoriał Huberta Jerzego Wagnera:
- 2017
- 2019

Liga Narodów:
- 2021
- 2019, 2022[9]

Mistrzostwa Europy:
- 2019

Puchar Świata:
- 2019